# Epitheel

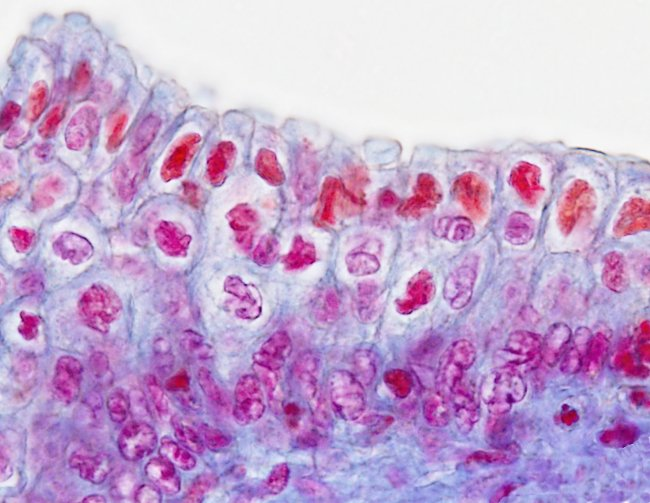
Het overgangsepitheel in de urinebuis (Mus musculus)

Epitheel of dekweefsel is weefsel dat bij mensen en dieren de bekleding vormt van het lichaamsoppervlak, bloedvaten en de verschillende lichaamsholten. Het is met bindweefsel, spiervezel en zenuwweefsel een van de vier basisvormen van lichaamsweefsels van dieren. Epitheel bevat geen bloedvaten. Aan- en afvoer van stoffen voor de epitheelcellen geschiedt via de haarvaten in het eronder gelegen bindweefsel, door middel van diffusie. Epitheel wordt begrensd door het acellulaire basaal membraan dat de scheiding vormt tussen epitheel en het onderliggende bindweefsel.

## Bouw en variatie
Epitheel bevat bijna geen extracellulaire matrix en bestaat bijna volledig uit epitheelcellen. Epitheelcellen worden grofweg in drie verschillende typen ingedeeld. Er is plaveiselepitheel dat bestaat uit platte cellen, kubisch epitheel dat bestaat uit vierkante cellen en cilindrisch epitheel dat uit langwerpige cellen bestaat. Daarnaast worden epitheliale weefsels ingedeeld naargelang ze enkellaags zijn, meerlaags/gestapeld of half gestapeld zijn. Dat laatste noemen we dan overgangsepitheel. Een laatste kenmerk waarop epitheel wordt ingedeeld is de aanwezigheid van trilharen.

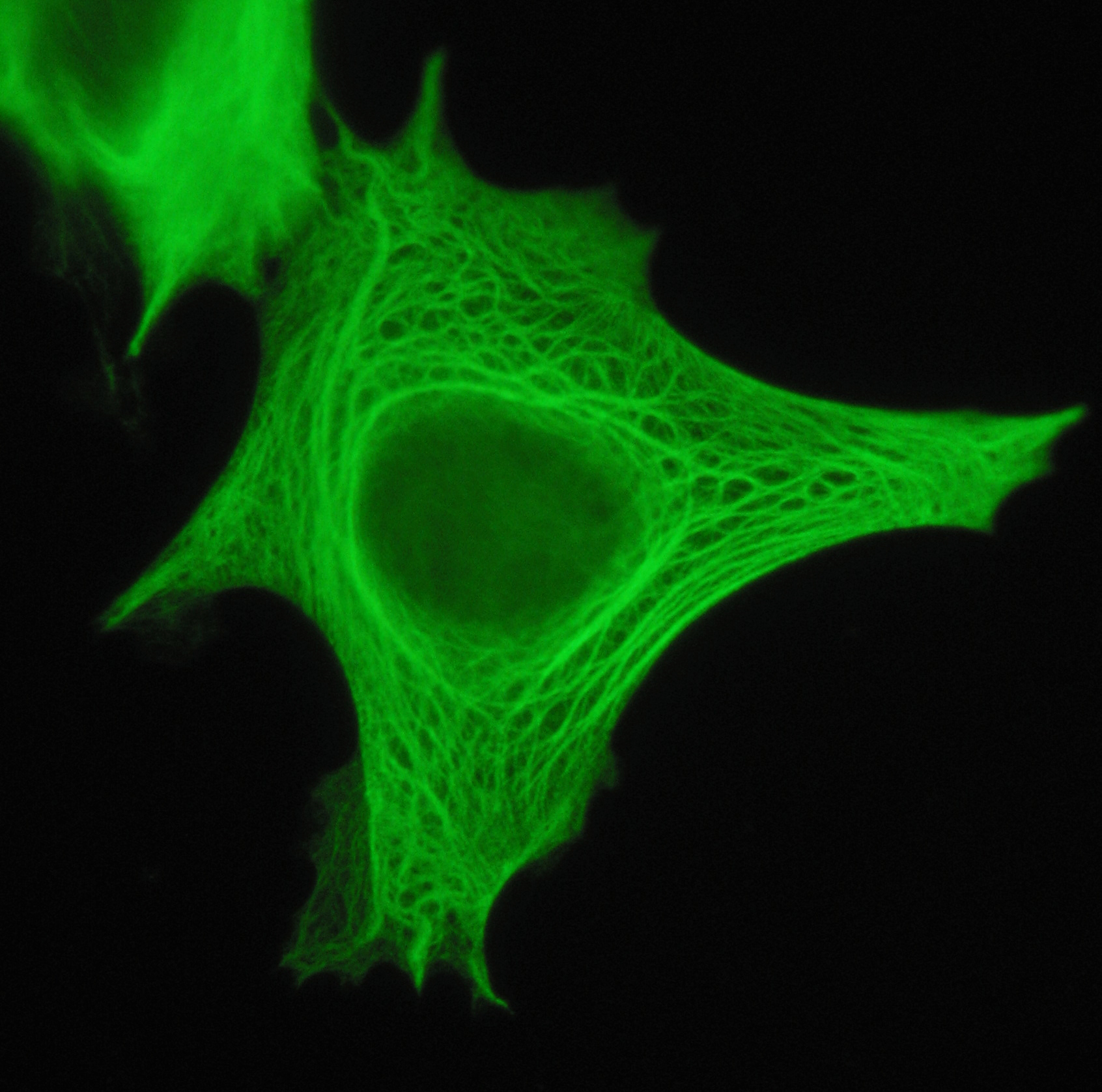
Menselijke epitheelcel, gekleurd voor cytokeratine (groene intermediaire filamenten)

De cellen van meerlagige epithelia zijn zeker in de buitenste lagen bijna altijd sterk afgeplat. Soms bestaat meerlagig epitheel geheel uit levende cellen, zoals bij het hoornvlies, soms zijn de cellen van de buitenste lagen dood en bestaan ze helemaal uit hoornachtig materiaal keratine. Dit is het geval bij het epitheel dat de huid bekleedt, meerlagig verhoornd plaveiselepitheel.
De belangrijkste epitheelcelvarianten zijn plaveiselepitheel, kubisch epitheel, cilindrisch epitheel, overgangsepitheel en trilhaarepitheel. Een speciale variant van het epitheel wordt gevormd door de klierweefsels. Hoewel klierweefsel meestal ook de bekleding vormt van een lichaamsholte, namelijk die van de afvoergang van de klier, is de bedekkende functie ondergeschikt geworden aan de productie en uitscheiding van allerhande stoffen. Klierweefsel wordt aangetroffen in speekselklieren en in de alvleesklier. Ook de lever, die grotendeels bestaat uit epitheelweefsel, is op te vatten als een ingewikkeld gebouwde klier.

## Overzicht soorten en kenmerken epitheeltypes
| Soort epitheel                        | Aantal cellagen | Locatie                                                                            |
| ------------------------------------- | --------------- | ---------------------------------------------------------------------------------- |
| Eénlagig plaveiselepitheel            | 1               | Binnenkant bloedvaten (endotheel), bekleding lichaamsholtes (mesotheel) en alveoli |
| Eénlagig kubisch epitheel             | 1               | Klieren, ovaria, nieren, schildklier                                               |
| Eénlagig cilindrisch epitheel         | 1               | Darm, maag                                                                         |
| Eenlagig cilindrisch trilhaarepitheel | 1               | Binnenkant van de trachea en bronchiën, eileider, kanaaltjes bijbal                |
| Meerlagig plaveiselepitheel           | meerdere        | Epidermis, vagina, mondholte, slokdarm                                             |
| Meerlagig kubisch epitheel            | meerdere        | Zweetklieren en andere klieren                                                     |
| Overgangsepitheel                     | meerdere        | Ureters, urethra, blaas                                                            |
| Pseudo-gestratificeerd epitheel       | 1               | Ductus aberrans                                                                    |

## Polariteit in epitheel
Epitheelcellen hebben een apicale en een basale pool, waardoor een longitudinale as door de cel ontstaat. Omdat de polariteit van cellen naast het structurele verschil ook functionele verschillen tussen het apicale en basale membraan van een cel bepaalt, spreekt men in deze context ook van een apicaal en basolateraal domein.
In een epitheel wordt de apicale pool van een cel gedefinieerd door zijn oriëntatie op de externe omgeving. De externe omgeving kan de buitenwereld zijn (bijvoorbeeld de huid) of het lumen (bijvoorbeeld de darm). De basale pool daarentegen wijst naar de innerlijke omgeving of de basale lamina. De zijvlakken vormen de oppervlakken die grenzen aan de aangrenzende cellen. Een goed voorbeeld hiervan is het darmslijmvlies. De apicale zijde van de epitheelcellen in de darm is gericht naar de darminhoud. Om het oppervlak te vergroten, hebben deze cellen aan hun apicale zijde een zogenaamde borstelrand, zogenaamde microvilli. De basale zijde daarentegen is gericht op een delicate bindweefsellaag (lamina propria mucosae) en een fijne spierlaag (lamina masculinis mucosae).
In andere cellen zonder ‘omgeving’ wordt de celpolariteit bepaald op basis van karakteristieke subcellulaire structuren. Net als de hierboven genoemde microvilli bevinden stereocilia of kinocilia zich altijd op de apicale pool. Een voorbeeld hiervan zijn sensorische cellen zoals fotoreceptoren in het oog. De cuticula of korst wordt aan de apicale zijde uitgescheiden (bijvoorbeeld adamantoblasten). De zijoppervlakken daarentegen hebben vaak zonula occludens of zonula adhaerens.
Epitheelcellen vertonen ook vlakke celpolariteit, waarbij gespecialiseerde structuren zijn georiënteerd binnen het vlak van de epitheellaag. Enkele voorbeelden van vlakke celpolariteit zijn onder meer de schubben van vissen die in dezelfde richting zijn georiënteerd, en op soortgelijke wijze de veren van vogels, de vacht van zoogdieren en de cuticulaire projecties (sensorische haren, enz.) op de lichamen en aanhangsels van vliegen en andere insecten.